# Тарасевич, Лариса Михайловна
Тарасевич Лариса Михайловна (8 апреля 1916, Москва — 17 марта 2006, Москва) — советский и российский вирусолог, создатель советской школы специалистов по вирусным болезням насекомых, доктор биологических наук (1960), профессор (1980).

## Биография
Окончила Московскую сельскохозяйственную академию им. К. А. Тимирязева в 1939 году.
Большую часть жизни проработала в Институте микробиологии АН СССР. В 1970—1980 годах работала в Академии наук Молдавской ССР, создала молдавскую школу специалистов-вирусологов.
В 1960 году защитила докторскую диссертацию на тему «Физиологические условия размножения вируса полиэдрической болезни тутового шелкопряда»

## Научная деятельность
Руководила исследованиями изучению вирусов насекомых. Основным объектом исследований был вирус полиэдроза тутового шелкопряда. Совместно с Евлаховой А. А. изучала антибиотические свойства гриба Beauveria bassiana. Изучала обмен нуклеиновых кислот тутового шелкопряда и установила, что фолиевая, парааминобензойная кислоты подавляют развитие вирусной инфекции.